# Korsischer Feuersalamander

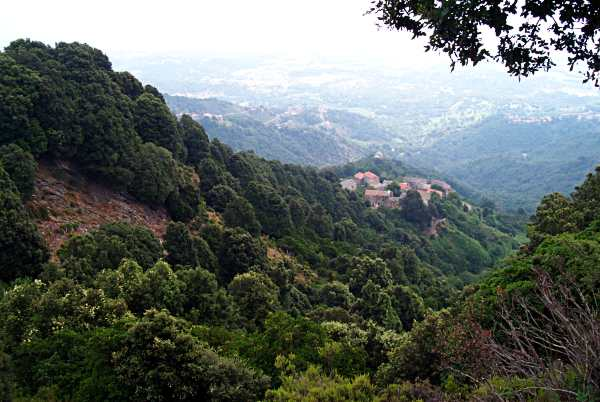
Bergwälder unterhalb des Mt. Cinto Massivs, Lebensraum von S. corsica

Der Korsische Feuersalamander (Salamandra corsica) ist eine Amphibienart aus der Familie der Echten Salamander. Der endemisch nur auf der Insel Korsika vorkommende Schwanzlurch wurde erstmals 1838 von dem italienischen Naturforscher Gaetano Savi (1769–1844) beschrieben. Lange Zeit wurde der Korsische Feuersalamander noch als Unterart des Europäischen Feuersalamanders Salamandra salamandra angesehen und als Salamandra salamandra corsica angesprochen. Hinsichtlich der Entwicklung und Verbreitung der Herpetofauna der Tyrrhenischen Inseln stellt sich die Frage, wieso diese Art nur auf Korsika existiert.

## Merkmale
Erwachsene Weibchen erreichen beachtliche Körperlängen von bis zu 22 Zentimetern. Die überwiegend schwarz gefärbte Oberseite wird durch unregelmäßig verteilte gelbe Flecken, die gelegentlich nahezu kreisrund ausgeprägt sein können, unterbrochen. Insgesamt wirken Korsische Feuersalamander gedrungener als ihre mitteleuropäischen Verwandten, die Extremitäten sind kürzer und die Zehen kräftiger – ein Hinweis auf eine vermehrt grabende Lebensweise. Beobachtungen belegen einen Rückzug der Tiere in tiefere Bodenschichten bei längeren Trockenperioden. Auffällig ist der breite Kopf mit kräftig entwickelten Parotiden. Die gelben Flecken auf den Augenlidern und Ohrdrüsen zeigen zuweilen s-förmige Linienstrukturen.

## Lebensraum
Korsische Feuersalamander leben bevorzugt in den regenreichen Bergwäldern der Insel. An der Westküste gibt es Vorkommen nur wenig oberhalb des Meeresspiegels („Calanche de Piana“ zwischen Porto und Piana), in der Regel sind Korsische Feuersalamander eher in höher gelegenen Lebensräumen anzutreffen. Aber auch in der Lee-Lage am Tavignano in Corte unmittelbar unterhalb der Zitadelle kommen Korsische Feuersalamander auf etwa 430 m ü. NN vor. In den ausgedehnten Hang- und Schluchtwäldern aus Flaum- und Traubeneichen finden sich vor allem siedlungsnah noch viele gepflegte Edelkastanien-Selven, die einen typischen Salamanderlebensraum darstellen. Wälder mit allzu dichtem Unterwuchs wie beispielsweise mit Adlerfarn und Baumheide (Erica arborea) werden nicht gemieden, wohl aber weniger dicht besiedelt. Tiefer gelegene Steineichenwälder werden kaum besiedelt, hier sind die Niederschlagsbedingungen und das Kleinklima oft schon zu ungünstig. Buchenwälder werden vom Korsischen Feuersalamander eher im Ostteil der Insel besiedelt (beispielsweise Castagniccia), da die Buche auf der Insel in den Luv-Lagen den oberen Abschluss des Bergwaldes bildet. Hier herrschen außerhalb der Sommermonate oft beinahe subalpine Bedingungen, die der Korsische Feuersalamander eher meidet. 
Die mittleren Lagen Korsikas haben ein typisches Bergklima, das durch relativ niedrige Temperaturen und häufige Niederschläge gekennzeichnet ist. Von den hohen Bergen kommendes Schmelzwasser sorgt zudem bis in die Sommermonate hinein für kühles, sauberes Quellwasser, das sich in zahlreichen Kolken staut und ideale Larvenlebensräume für den Korsischen Feuersalamander oder auch für den Korsischen Gebirgsmolch schafft. Insbesondere im Umfeld von kleinen Bächen finden sich häufig beschattete Blockhalden, die den Salamandern gute Tagesverstecke bieten.

## Fortpflanzungsstrategien

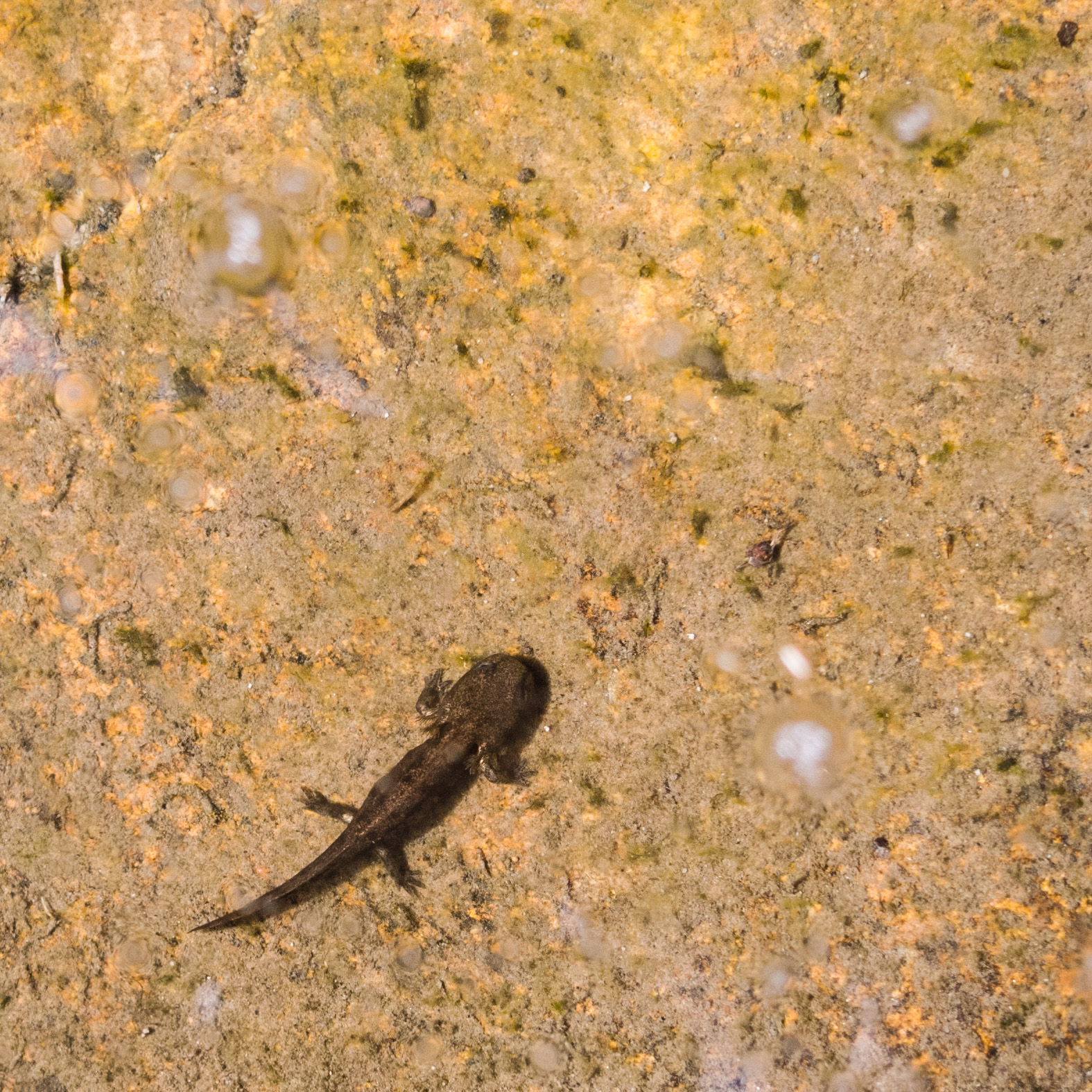
Larve des Korsischen Feuersalamander aus der Umgebung von Évisa

Im Restonica-Tal fand der Herpetologe Robert Mertens auf circa 1000 m ü. NN ein trächtiges Weibchen, das vier Jungtiere gebar, die ohne Kiemen waren. Auch besaßen sie bereits eine ausgeprägte Körperfärbung, sodass sie den erwachsenen Salamander nahezu glichen. Jedoch fand Mertens in nahen Gewässern auch kiementragende, ausschließlich aquatil lebende Feuersalamanderlarven mit der unauffälligen Larvalfärbung. Solche Viviparie ist in der weiteren Verwandtschaft bekannt von einer nordwestspanischen Unterart des Feuersalamanders (Salamandra salamandra bernardezi) und dem Alpensalamander (Salamandra atra) und kann als Anpassung an xerothermes Klima und damit verbundener Wasserarmut aufgefasst werden.

## Gefährdung
Durch die geringe Besiedlungsdichte Korsikas sind große Teile der unwegsamen Hangwälder bislang nur wenig durch den Menschen beeinflusst, so dass die dort lebenden Salamandra corsica-Populationen noch als ungefährdet einzustufen sind. Gefahren drohen den Amphibien gelegentlich durch künstlichen Fischbesatz in den Oberläufen von Bächen und Flüssen sowie durch forstliche Maßnahmen, beispielsweise den Bau von Wald- und Wanderwegen. Lokal können Gewässerverunreinigungen sowie durch Haustiere im Freilauf (Schweine, Ziegen) bedingte Bodenerosionen die Lebensräume der Salamander beeinträchtigen.

## Synonyme
- Salamandra moncherina (Bonaparte, 1839)
- Salamandra maculosa var. corsica Bedriaga, 1883
- Salamandra moncheriana Schreiber, 1912
- Salamandra salamandra corsica Nikolsky, 1918